# Xanthoneura corissa
Xanthoneura corissa är en fjärilsart som beskrevs av William Chapman Hewitson 1876. Xanthoneura corissa ingår i släktet Xanthoneura och familjen tjockhuvuden. Inga underarter finns listade i Catalogue of Life.